# زكية حمدان
زكية حمدان (1920 - 1987) مغنية سورية ولدت في مدينة حلب وهي من عمالقة الفن العربي الاصيل.

## النشأة
تنتمي لأسرة من الوسط الفني، فوالدها هو الممثل حسن حمدان ووالدتها كانت تعمل معه في نفس المجال إلا أنهما لم يحظيا بالشهرة لارتباطهما بالعمل ضمن المسرح التجاري وتقديم العروض الترفيهية، تدربت زكية على يد والدها بأن تعمقت في مبادئ الإلقاء الشعري للقصائد باللغة العربية الفصحى والتحكم بمخارج الحروف ثم أخذ يصحبها بعد ذلك إلى النادي الموسيقي الشرقي الذي تم تأسيسه لغاية الحفاظ على التراث الغنائي الشامي ، هناك تتملذت على يد الفنان عمر البطش وعلي الدرويش وعلماها أصول غناء الـموشحات والـقصائد والقدود ومع الوقت بدأت تعلُم وإتقان العزف على العود، متابعةً نشاطها بالغناء في المسارح والنوادي الليلية وتحولت من غناء الـموشحات والأدوار وأغاني التراث التي بدأت بها بالغناء لـسيد درويش ومحمد عثمان وداود حسني بالأضافة لأعمال محمد عبد الوهاب ومحمد القصبجي وزكريا أحمد ورياض السنباطي وخاصة في الألحان التي قدموها لـأم كلثوم مثل «أنا في انتظارك» و «يا مسهرني» حتى اُطلق عليها لقب: أم كلثوم الشام إلا أنها لم تكن تقلد كوكب الشرق في الغناء؛ إنما كانت تضفي إحساسها الخاص في الأداء موظِفةً قدراتها في التشكيل والتعبير في الغناء.

## انطلاقتها
حققت شهرتها بعمر العشرين تقريباً، فقد غنت في حفل خيري أقيم لجرحى الحرب العالمية الثانية في 30 كانون الأول عام 1939، بدمشق وبحضور قائد جيوش المنطقة الشمالية في سورية، الفرنسي «مونييه»، على مسرح سينما «روكسي» (سينما الأهرام)، بإدارة لحنية للملحن أحمد الأبري، وقد شارك معها في الحفل عدد من أساطين الغناء العربي وقتها، منهم المصرية ليلى حلمي، وبكري الكردي، وغيرهم.

## بداية الشهرة
في الوقت الذي كانت تهفو إليه زكية حمدان بالخروج من قيد الأغاني التراثية الذي تمرست به، ظهر محمد محسن بأغنية «دمعه على خد الزمن» من ألحانه وغناء سعاد محمد ثم عادت وغنت له «يا زمان الوفا»، من خلال هذين اللحنين وعلى يد الموسيقار محمد محسن كانت البداية الحقيقية للأغنية السورية الرومانسية وعلى غرار الأغنية المصرية في ثلاثينيات القرن الماضي عندما بدأ الملحنون هناك يقدمون المونولوج الغنائي الذي يعتمد على السرد والتسلسل في الغناء وليس كما هو متعارف عليه بنوعية الأغاني التي تعتمد على التكرار لمقاطع الاغنية.
يذكر الباحث صميم الشريف في كتابه «الموسيقى في سوريا» أن بعض الملحنين السوريين قد سبقوا محمد محسن بتلحين الـمونولوج مثل الملحن والمطرب سري الطمبورجي وزكي محمد ورفيق شكري وغنته ماري جبران وسلوى مدحت وتغريد محمد إلا أن هذه الأعمال لم تصل لمستوى ألحان محمد محسن التي ذكرناها.
من هنا تولّد الحافز عند زكية حمدان بالتوجه للـمنولوج الغنائي وأخذت تتعاون مع مجموعة من الشعراء ومؤلفي الأغاني المتواجدين في حفلاتها باستمرار أمثال جلال زريق ومدحت عكاش وتابعت هذه المهمة مع مجموعة من الملحنين أحدثوا تطوراً ملموساً في مشوارها الفني ومن أهمهم الموسيقي والملحن خالد أبو النصر اليافي الذي عرف ميّزات وقدرات صوتها باعتباره رافقها كعازف كمان في العديد من الحفلات التي شاركت بها، بنفس الوقت كان متابعاً للحركة الفنية في مصر وعلى دراية كاملة بتطور الـمونولوج الغنائي المصري ومع ألحانه حققت شهرة كبيرة خاصة أن هذه التجربة أظهرت التميز والانفراد في مسيرة الأغنية الرومانسية في سوريا، للملحن أنطوان زابيطا أيضاً الفضل بهذا، إذ ساعد وقوفه معها منذ البدايات وتدريبها على العزف والغناء.

## أرى سلمى.. إبداع وتحد
| أرى سلمى ، زكية حمدان على يوتيوب                          |
| —كلمات الشاعر نوفل إلياس ولحنها خالد أبو النصر اليافي ، . |

رغم كل ما قدمته زكية حمدان من أعمال في مسيرتها التي قاربت الخمسة عقود ظلت أغنيتها أرى سلمى 1951 من كلمات الشاعر نوفل إلياس هي الأكثر شهرةً ولحنها خالد أبو النصر اليافي وكما يُروى بأن وراء هذه الأغنية قصة أشبه بـ «قيس وليلى».
ترتبط الحكاية بفتاة دمشقية إسمها «سلمى» تميزت بالحسن والجمال، هام بها أحد الشبان وقابلته بالصد، استلهم الشاعر هذه الأغنية بعد أن استمع لتفاصيل القصة من الشاب نفسه والذي بدوره أخذ يعلق هذه القصيدة على أسوار مدارس دمشق وانتحر بعد ذلك، عندما ذاع صيت هذه القصيدة قررت زكية حمدان غناءها حتى أصبحت الحكاية على كل لسان عندها قررت سلمى وحسب الرواة أن تختار نفس المصير الذي آل إليه الشاب المتيم، أعاد هذه الأغنية مجموعة من المطربين منهم ريما خشيش وميادة بسيليس وأمل عرفة ويعتبر العديد من النقاد أن هذه الأغنية الامتحان الصعب لأي مطرب نظراً لصعوبتها واحتياجها لمطربين بقدرات صوت مميزة، رغم تعدد الآراء حول تقييم الأصوات التي أعادت هذه الأغنية إلا أن المطرب مروان حسام الدين يعتبر أفضل من أعاد غنائها بصوته ويحتفظ أرشيف التلفزيون السوري بتسجيل له وهو يغني أرى سلمى في أحد البرامج في فترة الثمانينات وبمرافقة عزف منفرد بعيداً عن أي مؤثرات صوتية وموسيقية، إعادة هذه الأغنية بأصوات مطربين ومطربات آخرين كان فرصة لإعادة تذكير الناس بزكية حمدان التي طواها النسيان حتى عندما كانت على قيد الحياة.

## عطاؤها الفني
اشتهرت زكية حمدان بغناء الـموشحات مثل «رب ليل» والتي لحنها لها الملحن ميشيل خياط وهي للشاعر الأندلسي ابن الخطيب وموشح «يوم جددت ليالينا» و «يا غضيض الطرف» التي لحنها لها أنطوان زابيطا. ومن الموشحات غنت أيضا «يا غصن نقا» و «يا من لعبت به شمول» و «حامل الهوى تعب». كما لحن لها بعض الملحنين اللبنانيين، فأغنية «ويحكَ يا قلبي» هي للملحن لـمحمد علي فتوح، وأغنية «يا قلبي غني» لـمارون أنطون، والجدير بالذكر أن الأخوين رحباني خصّا زكية حمدان بأغنية من كلماتهما وألحانهما فغنت «يا زورق الحب».
يحتفظ لها أرشيف الإذاعة اللبنانية والسورية أيضاً بمجموعة أغاني وابتهالات دينية منها «يا إلهي» و «الله يا أمل الرجاء» و «نعمة الايمان».
ومن أغانيها الوطنية «الاستقلال» وأنشودة «أنا من لبنان»، وقدمت بصوتها اللحن ليبي «البارحة ما نام الليل بين يديه»، من الشعراء الذين تعاونت معهم خلال مسيرتها نزار قباني وغنت له قصيدة «لماذا تخليت عني» وشعراء آخرون مثل عبدالجليل وهبي وأسعد سابا وأسعد السبعلي ومصطفى محمود ونزار الحر وسليم مكرزل وخازن عبود وعبدالله غانم.
في السنوات الأخيرة درجت العادة في سوريا ومن خلال دار أوبرا دمشق بإصدار أسطوانات لمطربين ومطربات سوريين تقديراً لإنجازاتهم وضمن سلسلة أعلام الموسيقى والغناء في سوريا، تم إصدار أسطوانة جديدة للمطربة زكية حمدان تضمنت سبع أغنيات وهي «سلمى» و «خلقت جميلة» و «الله معك» و «من كتر حكي البشر» و «يا حبيبي كم فؤادي يحن إليك» و «هاتِ من دمعك نغماً» و «يا زورق الحب».

## انتقالها للكويت والنهاية
في بداية خمسينات القرن الماضي وبعد أن حققت النجاح من خلال الأغاني الخاصة بها أخذت القرار النهائي بالتوقف عن الغناء بالملاهي الليلية وتقديم فنها من خلال المسرح القومي في دمشق والإذاعة السورية، في أواخر الستينات استقرت في بيروت وكانت تسافر وعلى فترات من خلال دعوات توجه لها لإحياء حفلات في عدة بلاد عربية، لم يذكر أنها قد تكرمت من مؤسسات عامة أو خاصة على ما قدمته للأغنية العربية.
فكرة الزواج والإنجاب كانت خارج حسابات زكيه حمدان لطبيعة الخلافات التي كانت بين والدها ووالدتها ومعايشتها لهذه المعاناة، المحطة الاخيرة في حياتها كانت بالإقامة الدائمة في الكويت بعد أن وقعت عقداً خاصاً مع الاذاعة الكويتية ويشاء القدر أن تتوفى هناك في أواخر عام 1987، على مسارح الكويت قدمت اّخر حفل لها، وودعت جمهورها بأغنية فتحية أحمد «..وما دام الدينا ماهيش دايمة.. وقيامة على العالم قايمة.. حلّوها وافرحوا بيها.. والطيب اعملوه فيها.. أحباب والأنس يجمعنا.. لا فراق ولا غدر ولا عداوة.. يا حلاوة الدنيا.. يا حلاوة».

## قراءة فنية
في قراءة فنية لتجربتها الفنية، تحدث لمدونة وطن "eSyria" الملحن والفنان مروان دريباتي فقال بتاريخ 4 آذار 2014: «يصعب على أي مطربة من مطربات هذه الأيام أن تقارن مع هذه الفنانة، فمهارتها في العزف على العود، وتدربها على أداء القدود والموشحات لسنوات طويلة، ومبادئ الإلقاء الشّعري للقصائد الفصيحة والمحاورات الغنائيّة، وتدريب صوتها على القفلات والمد والترجيع، وثقافتها الفنية العالية، كل هذه العوامل تقف في صفها، فكانت قادرة على الذوبان في كلمات الأغنية، وتعرف تماماً كيف تقود صوتها ليكون أداؤه في مستوى عالٍ، خاصة في الأداء الصوتي الحر، حيث لا تستخدم سوى أدوات التخت الشرقي فلا محسنات للصوت ولا للأداء».